# 黑山蟻
黑山蚁（学名：Formica fusca）是一種典型的螞蟻。黑山蟻身體為黑色，分布於歐洲和亞洲。